# توينز هيناهيما
توينز هيناهيما هو فيلم تلفزيوني ياباني قصير للرسوم المتحركة عُرض عام 2025، من إنتاج فرونتير ووركس وكاكا كرييشن، وتحريك استوديو تقنيات كاكا بمساعدة الذكاء الاصطناعي. يستند الفيلم إلى شخصية متحركة على منصة تيك توك تحمل الاسم نفسه، بدأت في نوفمبر عام 2023.
أخرج الفيلم كو ناكانو، وكتب السيناريو يو شينادا، وتولى تصميم الشخصيات تاكومي يوكوتا، بينما ألّف الموسيقى كوجيرا يوميمي.
عُرض الفيلم لأول مرة على قناة طوكيو إم إكس في 28 مارس، ثم على قناتي إم بي إس وبي إس إن تي في في 30 مارس 2025.
أغنية المقدمة تحمل عنوان يوم التعزيز وأدّتها ساي هيراتسوكا ويوريه إيغوما، في حين كانت أغنية النهاية بعنوان الساعة السادسة مساءً وأدّتها شيكو.

## الأداء الصوتي
- هيماري بدور ساي هيراتسوكا
- هينانا بدور يوريه إيغوما